# Горриаран, Энрике
Энри́ке Аро́льдо Горриара́н Ме́рло (исп. Enrique Haroldo Gorriarán Merlo; 18 октября 1941, Сан-Николас-де-лос-Арройос — 22 сентября 2006, Буэнос-Айрес) — аргентинский политик, партизан, участник Революционной партии трудящихся, основатель и руководитель Революционной армии народа, товарищ Роберто Сантучо. Один из участников убийства никарагуанского диктатора Анастасио Сомосы.

## Деятельность
Выходец из семьи сторонников Гражданского радикального союза, в 27-летнем возрасте присоединился к троцкистской Революционной партии трудящихся, создал и возглавил её боевое крыло (Революционная армия народа). Оставался руководителем РПТ и РПА вплоть до начала «Грязной войны» — на протяжении президентских сроков Эктора Хосе Кампоры, Хуана Доминго Перона и Исабель Перон.
К вооружённой борьбе подключился около 1970 года, проработав два года на заводе мясных изделий Swift. В 1971 году произвёл свою первую акцию — захват полицейского участка № 24. Вскоре он был схвачен и заключён в Росоне. Он участвовал в тюремном восстании и побеге в ночь 15 августа 1972 года и попал в число 6 счастливчиков (из 110), которым успешно удалось бежать и избежать поимки (из 19 задержанных беглецов 16 казнили). Они бежали в Чили, где у власти находилось социалистическое правительство Сальвадора Альенде, а оттуда перебрались на Кубу. Спустя несколько месяцев вернулся в Аргентину, где устроил атаку на армейские казармы в Асуле.
В середине 70-х годов Революционная армия народа — левоэкстремистская организация, колеблющаяся между троцкизмом и маоизмом — подняла вооружённый мятеж на севере страны. Этот мятеж был подавлен; Горриаран Мерло успел бежать за границу. Пробравшись в Никарагуа, он вступил в ряды сандинистов и занялся привычным делом — партизанской войной. После победы Сандинистского фронта национального освобождения принял участие в убийстве свергнутого никарагуанского диктатора Сомосы, укрывавшегося в Парагвае.
В 1983 году, после отстранения военной хунты от власти, вернулся на родину и приступил к восстановлению РНА. В 1989 году вооружённая группировка РНА под его непосредственным руководством атаковала армейские казармы в Ла-Таблада. После ожесточённого боя, который, если верить источникам СМИ, длился больше суток, террористы вынуждены были отступить. Горриарану Мерло снова удалось скрыться.
В 1995 году его арестовали мексиканские власти и экстрадировали на родину. Он был осуждён за инцидент с «Ла Табладой» и приговорён в 1996 году к пожизненному заключению, однако в 2003 году амнистирован. Отойдя от вооружённой борьбы, создал «Партию труда и развития» (Partido del Trabajo y el Desarrollo), поставившую своими целями противостояние неолиберализму, поощрение латиноамериканской интеграции и ликвидацию имущественного разрыва между богатыми и бедными.
В сентябре 2006 года умер от сердечного приступа в Буэнос-Айресе. В его честь названа библиотека в Манагуа.
В некоторых источниках он назывался «известнейшим террористом Латинской Америки».